# Liste des évêques de Nevers

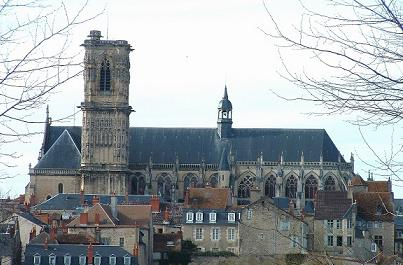
Cathédrale de Nevers.

Cet article présente la liste des évêques de Nevers.

## Haut Moyen Âge
- 1e   - ca 506 : saint Eulade
- 2e   - ca 517 : saint Tauricien
- 3e   - ca 538 - vers 541 : Rustique
- 4e   - ca 549 - vers 552 : saint Arige ou Arey ou Are ou Arède ; participe au concile de Paris (553) ;
- 5e   -  Euphrone
- 6e   - ca 567 : saint Eloade
- 7e   - ca 580 - 26 février 594 : saint Agricole
- 8e   - Fulcilius
- 9e   - ca 624 - vers 653 : Rauracus
- 10e -  ca 658 : Léodebaud
- 11e -  ca 660 : Hecherius
- 13e -  ca 666 : Gilbert

- 14e -  ca 672 : Rogus
- 15e -  ca 691 : saint Ithier

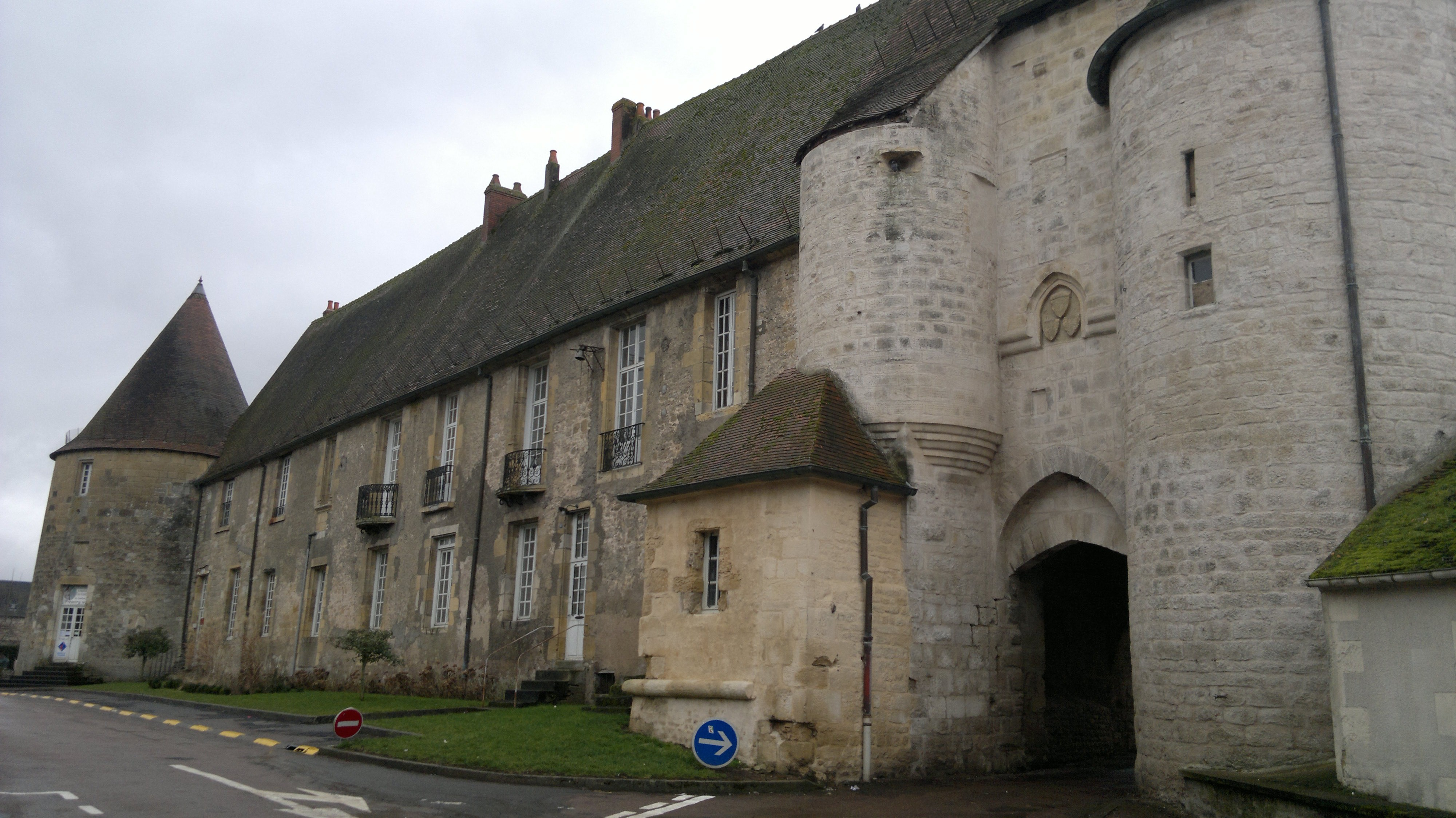
Château des évêques de Nevers à Prémery.

- 16e -  ca 696 - vers 697 : Ebarcius
- 17e -  ca 702 : Opportun
- 18e -  ca 726 : Nectaire
- 19e -  ca 747 : Chebroald
- 20e - Raginfroi
- 21e -  Waldon
- 22e -  800 - 816 : saint Jérôme
- 23e -  ca 817 -  ca 829 : Jonas
- 24e -  833 : Gerfroi
- 25e -  Hugues Ier
- 26e -  841 - 22 juillet 860 : Hériman
- 27e - Raginus
- 28e -  ca 862 : Abbon Ier
- 29e -  ca 864 : Luidon
- 30e - 866 -  ca 884 : Abbon II
- 31e -  ca 886 - ca 892 : Eumène (Emmenus)
- 32e -  ca 893 : Adalgaire (douteux)
- 33e - 894- ca 905 : Francon
- 34e -  ca 906 -  ca 914 : Atton
- 35e -  ca 916 : Launon
- 36e -  ca 928 -  ca 947 : Tedalgrin
- 37e - 948 -  ca 955 : Gaubert
- 38e -  ca 958 : Gérard
- 39e - 959 - 979 ou 980 : Natran (précédemment abbé de Saint-Pierre-le-Vif)
- 40e - 980 - vers 1011 : Roclène

## Bas Moyen Âge
- 41e -  1013-mai 1065 : Hugues II de Champallement
- 42e -  ca 1066-1er juin 1074 : Malguin
- 43e -  1er novembre 1074-vers 1090 : Hugues III de Champallement
- 44e -  ca 1096- ca 1099 : Gui
- 45e - 18 décembre 1099-8 août 1109 : Hervé
- 46e - 1110- ca 1120 : Hugues IV
- 47e - 1121-vers 1144-1145 : Fromond (Fromundus)
- 48e - 1146-1159 : Geoffroi[1]
- 49e - 1160-14 janvier 1177 : Bernard de Saint-Saulge
- 50e - 1177-25 avril 1188 : Thibaut
- 51e - 1188-15 juin 1196 : Jean Ier
- 52e - 1196-11 janvier 1202 : Gauthier
- 53e -  ca 1204-19 mai 1221 : Guillaume Ier de Saint-Lazare
- 54e - 1222-4 décembre 1222 : Gervais de Châteauneuf
- 55e - 1223-28 juillet 1230 : Renaud Ier de Nevers
- 56e - 1232- ca 1240 : Raoul de Beauvais
- 57e - 1240-janvier 1252 ou 1253 : Robert Ier Le Cornu
- 58e - 1252 ou 1253-1254 : Henri Le Cornu
- 59e - 1254-31 mai 1260 : Guillaume II de Grandpuy
- 60e -  ca 1262-1272 : Robert II de Marzy, reçu en 1267, une bulle du pape Clément IV, le commettant pour bénir l'abbé de l'Abbaye de Saint-Martin d'Autun : Michel de Meursault, l'évêque d'Autun : Girard de La Roche de Beauvoir, ayant refusé de le faire.
- 61e - 1273-1276 : Gilles Ier de Châteaurenaud
- 62e -  ca 1277-5 septembre 1283 :  Gilles II du Chastelet
- 63e - 1284-1294 : Gilles III de Mauglas
- 64e - 1294-1314 : Jean II de Savigny
- 65e - 1315-1319 : Guillaume III Beaufils
- 66e - 1320-1322 : Pierre Ier Bertrand
- 67e -  ca 1322-1333 : Bertrand Ier Gascon
- 68e - 1333-1335 : Jean III Mandevillain
- 69e - 1335-1339 : Pierre II Bertrand de Colombiers
- 70e - 1340-1341 : Albert Acciaioli
- 71e - 1341- ca 1357 : Bertrand II de Fumel
- 72e -  ca 1360 : Renaud II des Moulins
- 73e - 1361-1371 : Pierre Aycelin de Montaigut
- 74e - 1371-1372 : Jean IV de Neufchâtel
- 75e - 1372-1374 : Pierre IV de Villiers
- 76e - 1374-1380 : Pierre V de Dinteville
- 77e - 1381-16 janvier 1395 : Maurice de Coulange-la-Vineuse
- 78e -  mars 1395-1400 : Philippe Ier Froment
- 79e - 1401-22 juillet 1430 : Robert III de Dangueil
- 80e - 1430-1436 : Jean V Germain
- 81e -  30 août (1436 ?)-1444 : Jean VI Vivien
- 82e -  20 novembre 1445-1461 : Jean VII d'Étampes[2]
- 83e -  4 avril 1462-3 juin 1499 : Pierre VI de Fontenay
- 83e bis - 19 juin 1499- 7 janvier 1500 : Fernando de Almeida dit Cotignus évêque désigné

## Temps modernes

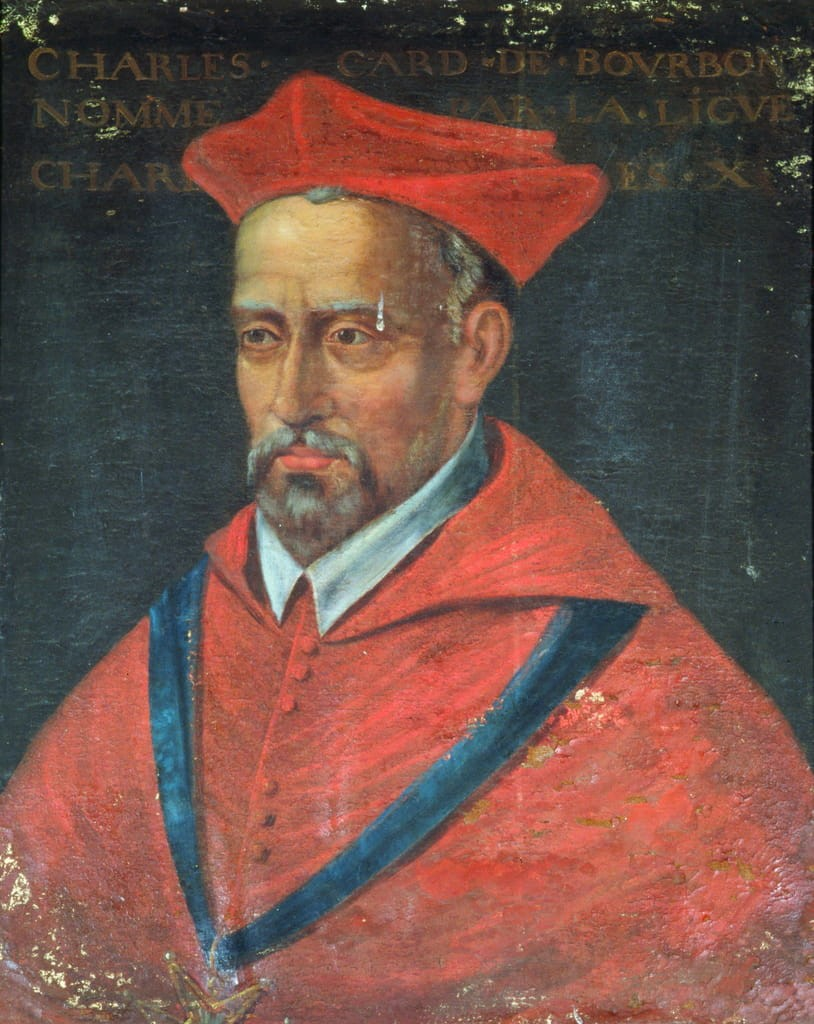
Portrait de Charles Ier de Bourbon, évêque de Nevers de 1540 à 1545.

- 84e -  24 janvier 1500[3]-1504 : Philippe II de Clèves[4] (mort le 4 mars 1504)

1504-1508 : temps pendant lequel Antoine de Fleurs, doyen de Lyon, et Imbert de la Platière, doyen de Nevers, se disputent le siège épiscopal sans l'obtenir,
- 85e -  31 mai 1505-12 septembre 1507 : Antoine de Feurs
- 86e -  5 septembre 1508[7]-30 juillet 1512 : Jean VII Bohier de Chidrac
- 87e -  9 janvier 1512-11 février 1518 : Imbert de la Platière des Bordes (dernier évêque élu par le chapitre)

Vacance de plus d'un an.
- 88e -  13 mars 1519-22 avril 1539 : Jacques Ier d'Albret (premier évêque nommé par le roi, François Ier)
- 89e -  5 juin 1540-23 janvier 1545 : Charles Ier de Bourbon, cardinal de Vendôme, puis évêque de Nantes (1550-1554) et archevêque de Rouen (1550-1590).
- 90e -  5 mai 1546-1558 : Jacques II Spifame de Brou
- 91e -  27 janvier 1559-7 avril 1578 : Gilles IV Spifame de Brou
- 92e -  22 juillet 1578-1er mars 1606 : Arnaud Sorbin de Sainte-Foi
- 93e -  19 novembre 1606-17 juin 1643 : Eustache Ier du Lys de Grenant
- 94e -  17 juin 1643-1666 : Eustache II de Chéry de Mongazon[8]. Il se démit en faveur de son successeur, prieur de Saint-Révérien qui lui céda son prieuré.
- 95e -  28 août 1667-3 septembre 1705 : Edouard Ier Vallot de Maignan, ancien prieur du Prieuré Saint-Révérien
- 96e -  septembre 1705-20 juillet 1719 :Édouard II Bargedé[9]
- 97e -  septembre 1719-20 février 1740 : Charles II Fontaine des Montées de Prémery
- 98e -  septembre 1740-4 avril 1751 : Guillaume IV d'Hugues
- 99e -  4 avril 1751-1782 : Jean-Antoine Tinseau
- 100e -  5 janvier 1783-1788 : Pierre VII de Séguiran du Fuveau
- 101e -   juin 1789-1790 : Louis-Jérôme de Suffren de Saint-Tropez

## Révolution française
- 27 mars 1791-1801 : Guillaume Tollet, évêque constitutionnel.

## Régime concordaire
L'évêché de Nevers ne fut pas maintenu par le Concordat. De 1801 à 1823, le département de la Nièvre fut rattaché au diocèse d'Autun. Une bulle du pape Pie VII, datée du 10 octobre 1822, rétablit le siège épiscopal de Nevers, suffragant de Sens.
- 102e -  13 janvier 1823-19 février 1829 : Jean-Baptiste-François-Nicolas Millaux
- 103e -  15 avril 1829-9 février 1834 : Charles III de Douhet d'Auzers
- 104e -  22 juin 1834-15 juin 1842 : Paul Naudo, devient archevêque d'Avignon (1842-1848).
- 105e -  13 septembre 1842-6 novembre 1860 : Dominique-Augustin Dufêtre[10]
- 106e -  11 décembre 1860-21 mars 1873 : Théodore-Augustin Forcade
- 107e -  18 juin 1873-23 juillet 1877 : Thomas-Casimir-François de Ladoue
- 108e -  21 août 1877-16 novembre 1903 : Étienne-Antoine-Alfred Lelong

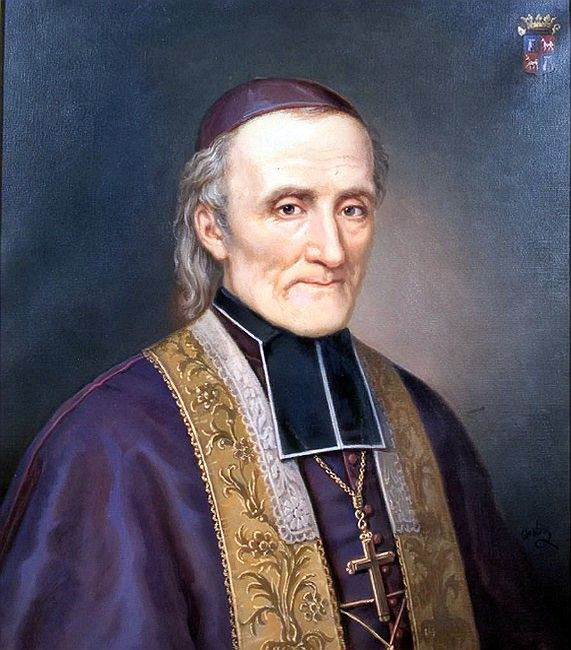
Charles III de Douhet d'Auzers
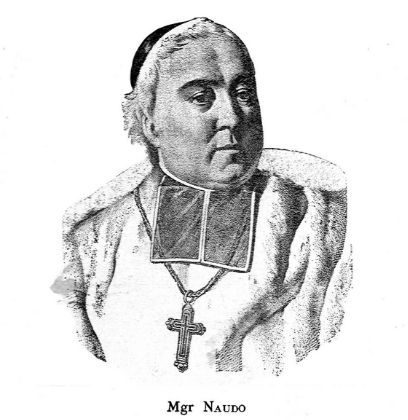
Paul Naudo.
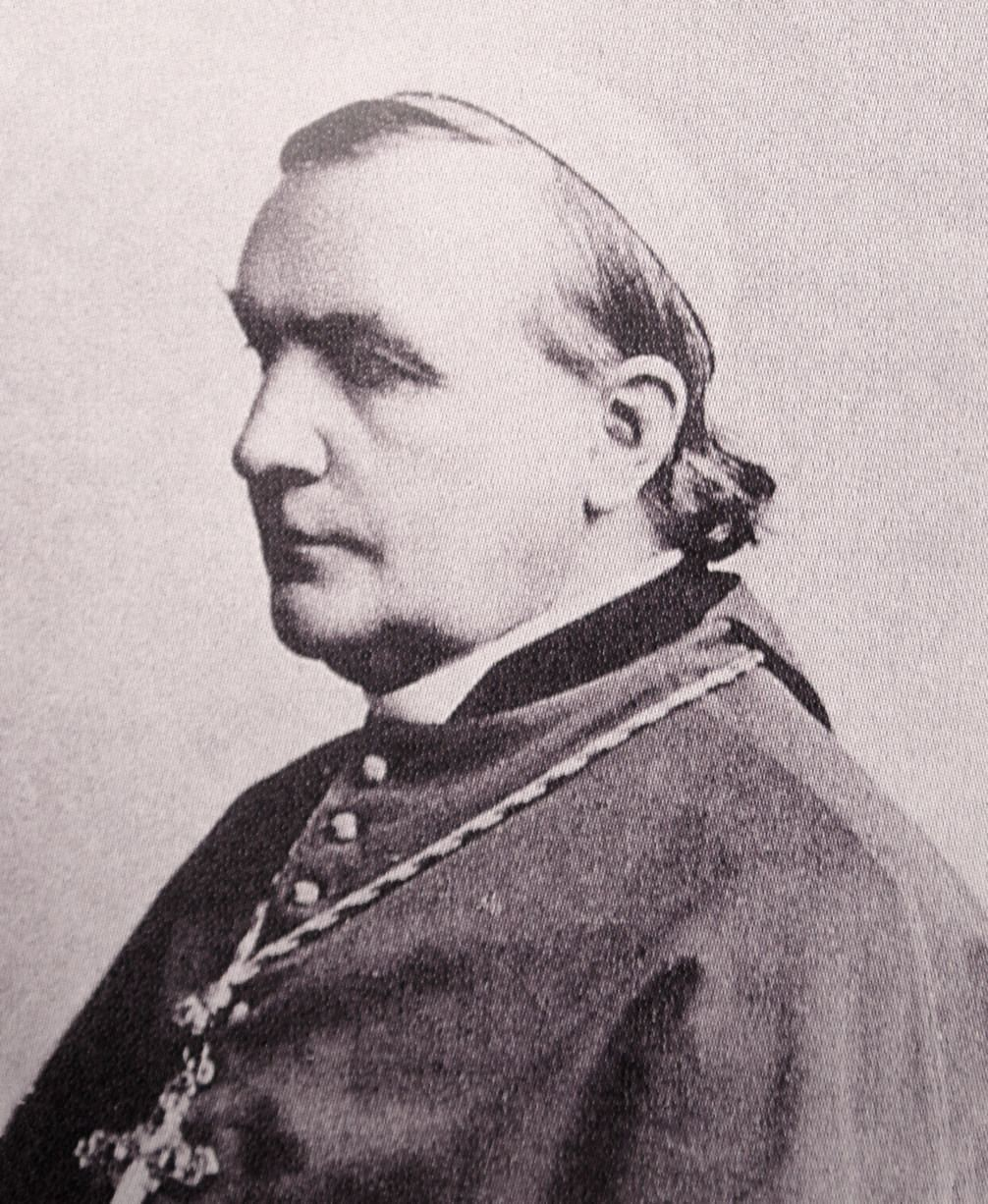
Théodore-Augustin Forcade.
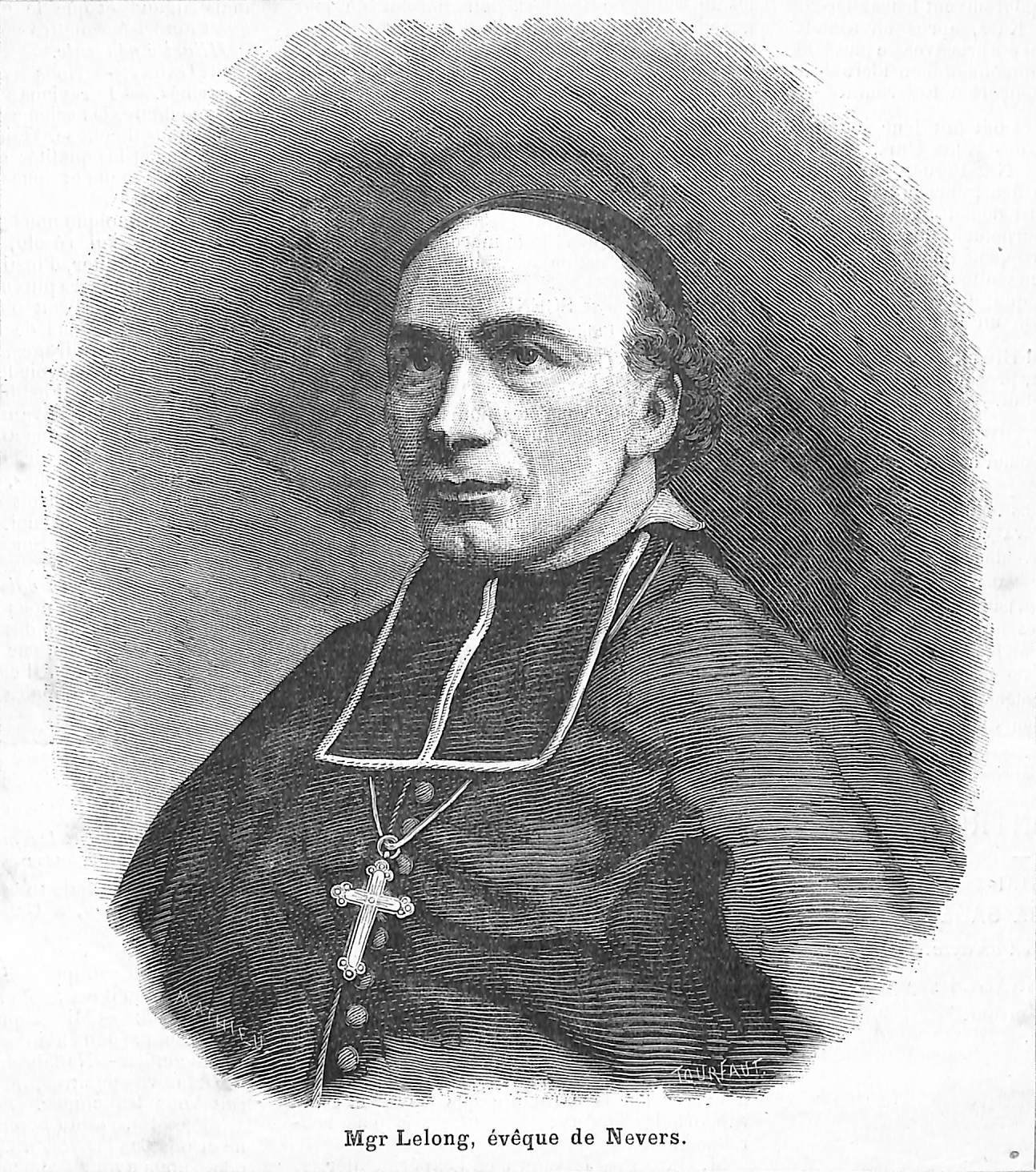
Étienne-Antoine-Alfred Lelong.

## XXeetXXIesiècles
- 109e -  21 février 1906-20 janvier 1910 : François-Léon Gauthey
- 110e -  13 avril 1910-22 avril 1932 : Pierre VIII Chatelus
- 111e -  16 août 1932-17 décembre 1963 : Patrice Flynn
- 112e -  17 décembre 1963-2 juillet 1966 : Michel-Louis Vial, devient évêque de Nantes (1966-1982).
- 113e -  21 septembre 1966-8 juillet 1987 : Jean-François-Marie Streiff
- 114e -  10 juillet 1988-22 juillet 1997 : Michel Moutel devient archevêque de Tours.
- 115e -  26 juin 1998-27 août 2011 : Francis Deniau
- 116e -  27 août 2011-26 juin 2023 : Thierry Brac de La Perrière
- 117e - depuis le 16 mars 2024 : Grégoire Drouot[11]